# Edith McGuire
Edith Marie McGuire - (3 de junio de 1944 en Atlanta, Georgia) Atleta estadounidense especialista en pruebas de velocidad que ganó tres medallas en los Juegos Olímpicos de Tokio 1964.
Era la más joven de cuatro hermanos. Comenzó a destacar en el atletismo cuando iba al instituto, donde también jugaba al baloncesto. En 1961 acudió a la Universidad Estatal de Tennessee, en Nashville, que en los años 60 tenía un magnífico equipo de velocistas, destacando a Wilma Rudolph, Wyomia Tyus y la propia McGuire.
La carrera de McGuire en el atletismo fue bastante breve. Destacó en los Juegos Panamericanos de São Paulo en 1963, donde ganó el oro en los 100 metros y el bronce en salto de longitud.
Su mayor éxito lo conseguiría en los Juegos Olímpicos de Tokio 1964, donde ganó una medalla de oro y dos de plata. Primero compitió en la prueba de 100 metros, donde fue segunda por detrás de su compatriota Wyomia Tyus. Unos días después lograba el triunfo en su prueba favorita, los 200 metros, batiendo a la polaca Irena Szewinska con 23.0 (nuevo récord olímpico y récord de Estados Unidos). Por último, logró la medalla de plata con el equipo de relevos de 4 x 100 metros, donde el oro fue de forma sorprendente para Polonia. El cuarteto estadounidense lo formaban por este orden Willye White, Wyomia Tyus, Marilyn White y la propia McGuire.
Se retiró del atletismo en 1966, justo el año de su graduación universitaria. Luego trabajó como profesora. Actualmente reside en Oakland, California, junto a su marido Charles Duvall, y ambos poseen varios restaurantes de comida rápida.
En 1979 fue incluida en el Salón de la Fama del atletismo estadounidense.

## Resultados
- 1963

- Juegos Panamericanos de Sao Paulo - 1.ª en 100 m (11,65), 3.ª en longitud (5'48)
- Campeonatos de Estados Unidos al aire libre - 1.ª en 100 m (11,0), 1.ª en longitud (5'91)
- Campeonatos de Estados Unidos en pista cubierta - 1.ª en longitud

- 1964

- Juegos Olímpicos de Tokio - 2.ª en 100 m (11,6), 1.ª en 200 m (23,0), 2.ª en 4 × 100 m (43,9)
- Campeonatos de Estados Unidos al aire libre - 1.ª en 200 m (23,6)

- 1965

- Campeonatos de Estados Unidos al aire libre - 1.ª en 200 m (23,6)
- Campeonatos de Estados Unidos en pista cubierta - 1.ª en 200 m

- 1966

- Campeonatos de Estados Unidos al aire libre - 3.ª en 200 m (24,0)
- Campeonatos de Estados Unidos en pista cubierta - 1.ª en 200 m